# La Nouvelle Tribune (Maroc)
Pour les articles homonymes, voir La Nouvelle Tribune.
La Nouvelle Tribune est un hebdomadaire généraliste marocain en langue française, paraissant le jeudi, et fondé en novembre 1995 par Fahd Yata, fils d'Ali Yata. 
Le premier numéro est paru le 18 janvier 1996. Le portail digital de La Nouvelle Tribune, LNT.ma, a été lancé en novembre 2011.
Fahd Yata, en assurait la direction de la publication et de la rédaction, et présidait le directoire de 1995 à décembre 2021, date de son décès. La cofondatrice, Afifa Dassouli, son épouse, en est le directeur administratif et financier, Présidente du directoire et responsable du cahier Finances.
Le journal est édité par Impression Presse Édition (I.P.E. SA), une société anonyme avec directoire et conseil de surveillance au capital de 10 000 000 dirhams,. En 2016, sa distribution était d’environ 9 010 exemplaires par semaine, dont 4 014 achetés par les lecteurs en kiosques. Son audience compte également un réseau d'abonnés professionnels et particuliers par abonnement direct. 